# Dorfkirche Malchow (Göritz)

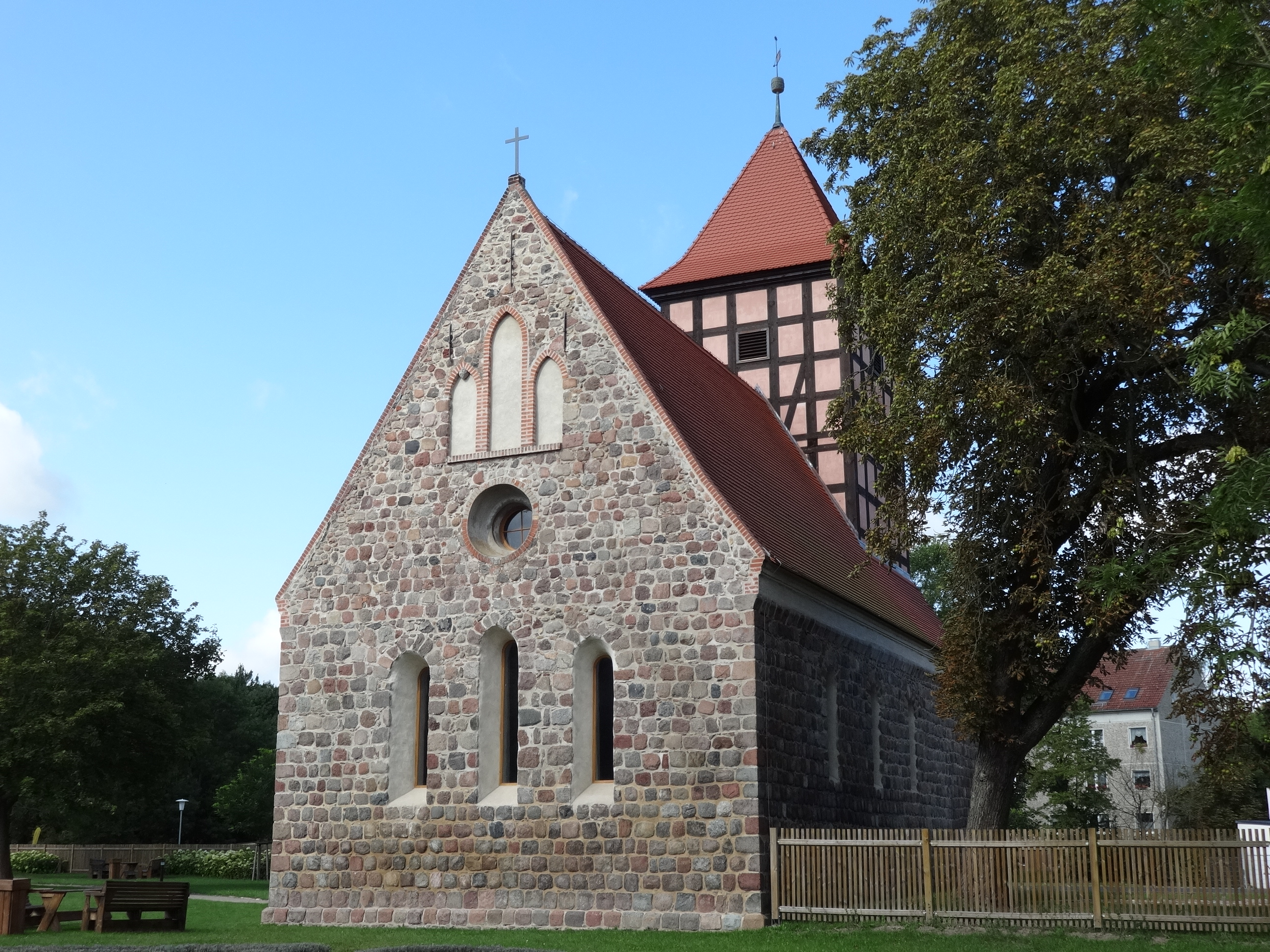
Dorfkirche Malchow

Die Dorfkirche Malchow ist eine frühgotische Feldsteinkirche in Göritz im Landkreis Uckermark in Brandenburg. Sie gehört zum Pfarrsprengel Schönfeld im Kirchenkreis Uckermark der Evangelischen Kirche Berlin-Brandenburg-schlesische Oberlausitz.

## Geschichte
Die Kirche entstand in der zweiten Hälfte des 13. Jahrhunderts. 1731 baute die Kirchengemeinde den Turm an. 1958 feierte man den letzten Gottesdienst, danach stand die Kirche leer. Für eine erforderliche Sanierung fehlte in den 1960er Jahren das Baumaterial. In den 1990er Jahren überlegte die Kirchengemeinde, das Bauwerk zu verkaufen, alternativ abzureißen. 2003 gelangte die Kirche in den Pfarrsprengel Schönfeld. Im Zuge dieser Neuzuordnung transportierte man einen Taufengel aus dem Gebäude auf den Dachboden des Pfarrhauses in Blindow. Anschließend wurde er in der Kirchturmhalle in Göritz aufgehängt. 2004 erfolgte eine Notsicherung, da das Bauwerk einzustürzen drohte. Ein Teil der Innenausstattung gelangte in die Dorfkirche Göritz. Zur Wiederbelebung des Gebäudes gründete der Gemeindekirchenrat am 30. Januar 2008 einen Ausschuss Organisationskomitee Internationaler Kirchenpreis, dem mehrere Ratsmitglieder aus dem Pfarrsprengel Schöneberg angehören. In den Wochen und Monaten danach entstand die Idee, einen Musikwettbewerb auszuloben. Der Ausschuss nahm dazu Kontakt mit mehreren Musikschulen sowie der öffentlichen Verwaltung, insbesondere der Denkmalschutzbehörde auf. 2008 meldete sich ein Ehepaar aus Halle (Saale) in der Pfarrgemeinde und spendete einen Geldbetrag an die Deutsche Stiftung Denkmalschutz (DSD), die sie daraufhin an der Sanierung der Kirche beteiligte. In den Jahren 2008 bis 2012 fanden umfangreiche Sanierungsarbeiten statt, die an der Nord- und Südseite des Kirchenschiffs im August und September 2011 zur Freilegung mittelalterlicher Fresken führten. Die Kirche wird nach der Sanierung als Veranstaltungsort genutzt. 2009 wurde die Kirche in den erstmals vergebenen Internationalen Malchower Kirchenpreis einbezogen. 2010 verlieh man zehn Motivationspreise an junge Musiker.

## Architektur
Die Saalkirche verfügt über einen rechteckigen Grundriss und wurde aus gleichmäßig behauenen Feldsteinen errichtet, die gleichmäßig aufgeschichtet wurden. Lediglich im Bereich des Giebels sind sie durch einen Umbau unregelmäßig geschichtet. Der Chor schließt geradlinig ab und ist gleich breit wie das Schiff. Das Satteldach ist mit rötlichen Biberschwanzziegeln gedeckt. Am Westturm befindet sich ein ebenfalls mit Feldsteinen eingefasstes spitzbogenförmiges Portal mit einem zweifach gestuften Gewände und einer dunklen Holztür. Der Turm wurde ab der Höhe der Dachtraufe aus Fachwerk errichtet, in die an allen vier Seiten eine rechteckige, schlichte Klangarkade eingearbeitet wurde. Das Pyramidendach ist ebenfalls mit rezenten, roten Biberschwanztondachziegeln gedeckt. Auf der Turmspitze befindet sich eine Turmkugel mit einer Wetterfahne sowie ein achteckiger Stern. An der Nord- und der Südseite befinden sich je drei Spitzbogenfenster. Diese Formgebung wurde am Chor aufgegriffen: Auch hier sind drei spitzbogenförmige Fenster als Symbol für die Trinität eingelassen, von denen das mittlere in seiner Länge vergrößert wurde. Darüber befindet sich ein mit roten Mauersteinen eingefasstes Rundfenster, gefolgt von drei weiteren, ebenfalls mit roten Mauersteinen eingefassten, weißen gekuppelten Putzblenden. Von diesen ist die mittlere ebenfalls in ihrer Länge erhöht.

## Ausstattung
In der Kirche befindet sich ein hölzerner Taufengel aus dem 18. Jahrhundert. Die beiden Leuchter sowie das Altarkreuz sind Geschenke von Privatpersonen. Die Altarbibel stammt von der Partnergemeinde in Lützelsachsen; die Altardecke aus der lettischen Partnergemeinde Livani. Das Kirchenschiff sowie der Chor sind mit einer flachen Decke ausgestaltet.

## Malchower Labyrinthpark
Im Umfeld der Kirche befindet sich der Malchower Labyrinthpark. Die Kirche bezog man in Anlehnung an die Kathedrale von Chartres in die Konzeption des Parks ein und legte den Fußboden mit einem Sternlabyrinth aus, in dessen Mitte ein sechszackiger Christusstern eingelassen ist. Für das Projekt waren 860.000 Euro veranschlagt. Neben einem Schnecken-Labyrinth stehen ein Chartres-Labyrinth, ein Sand-Labyrinth und ein großer Irrgarten den Besuchern zur Verfügung.